# MOSFET閘極驅動器

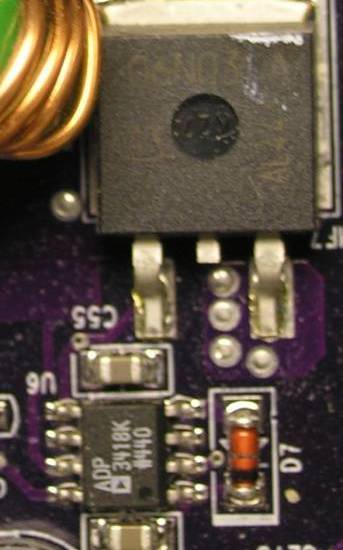
電路板左下方的ADP3418 IC即為MOSFET閘極驅動器

MOSFET閘極驅動器（英語：MOSFET Gate Driver）是配合功率MOSFET使用的閘極驅動器電路或是零件
，適合用在需要高速開關的應用中。若要完整的強化MOSFET技術中的導通通道，最後一步就是加上MOSFET閘極驅動器。
閘極驅動器會產生電流到MOSFET的閘極，將MOSFET內閘極和源極之間的輸入電容充電，讓MOSFET導通。閘極驅動器中，輸出側到閘極之間也會有串聯電阻，限制輸入的電流，避免MOSFET損壞。
MOSFET閘極驅動器的作用是在要導通MOSFET時，需快速的將足夠電流提供到閘極，要關斷MOSFET時，也需快速的將電流從MOSFET抽出，並且需考慮MOSFET以及閘極驅動器當中寄生元件的影響。